# Виленская, Эмилия Самойловна
Эмилия Самойловна Виленская (род. 1909, станция Ханьдоухэдзы, в полосе отчуждения КВЖД — 1988) — советский историк.

## Биография
Родилась в 1909 году на станции Ханьдоухэдзы в еврейской семье, отец был фармацевтом. Училась в ИФЛИ (г. Москва). Была арестована 25 ноября 1938 года. Приговорена ОСО НКВД СССР к 5 годам ссылки: отбывала в селе Балахта Туруханского района Красноярского края. Освобождена в 1941 году.
В 1946 году окончила МГУ: в конце 1940 гг. внештатный корреспондент Совинформбюро.
1951—-1952 гг. —- научный помощник академика А. М. Панкратовой.
С 1954 года референт академика Н. М. Дружинина.
С 1963 года —- член КПСС, кандидат исторических наук
1954—-начало 1970 гг. —- научный сотрудник Института истории АН СССР: реабилитирована 27 августа 1965 г. ВК ВС СССР.
Автор научных работ по проблемам революционного подполья и народнической идеологии.